# Galactia discolor
Galactia discolor är en ärtväxtart som beskrevs av John Donnell Smith. Galactia discolor ingår i släktet Galactia och familjen ärtväxter. Inga underarter finns listade i Catalogue of Life.